# テディ・サラフィアン
テディ・サラフィアン（Tedi Sarafian、1966年5月6日 - ）は、アメリカ合衆国の脚本家。

## 作品
- ターミネーター3
- クラッシャー／大津波
- タンク・ガール
- ロードランナー
- クライシス2050